# Iván Zavala
Iván Zavala (Asunción, 27 de abril de 1991) es un cantautor paraguayo del género Pop Latino.

## Biografía
Iván Zavala Napout nació el 27 de abril de 1991, en Asunción, Paraguay. Desde pequeño, sintió auténtica pasión por la música. Fascinado por el piano de su abuelo, comenzó a recibir clases desde los ocho años, y con tan sólo once compuso ya sus primeras melodías. El joven cantautor se inició también, de manera autodidacta, con la guitarra, un instrumento que se convirtió poco después en una de sus señas de identidad.
La fama y la popularidad llegaron a él de la manera menos esperada, cuando decidió subir a YouTube, un vídeo Someone like You de Adele,. Su voz cálida, su personalidad y talento comenzaron a forjar el inicio de una carrera musical de enorme proyección. El vídeo acabó convirtiéndose en un fenómeno viral sin precedentes en Paraguay. 
El nombre de Iván Zavala sonó con fuerza en las redes sociales y el joven cantautor apareció, por primera vez, en uno de los programas de mayor audiencia de televisión de su país.
Su éxito no ha sido, ni mucho menos, fruto de la casualidad. Es el resultado de muchas horas de trabajo, de soledad componiendo sus temas y de mucha humildad. Tanto es así que, sin que el joven cantautor lo supiera, uno de sus primos decidió enviar un tema compuesto por Iván al famoso productor Juan Blas Caballero, ganador de siete Grammy Latinos y conocido por su colaboración con artistas de la talla de Julieta Venegas, Paulina Rubio y Andrés Calamaro. 
El productor argentino no tardó en reconocer el carisma del cantante y decidió editar su primer single, “Te regalo”, en noviembre de 2012. El sencillo se colocó rápidamente en los primeros puestos de las listas de ventas del país.
La popularidad del cantante fue tal que, en marzo de 2013, se convirtió en telonero del afamado artista británico Elton John y de los ídolos juveniles Jonas Brothers. Poco después, en Setiembre del mismo año, repite como telonero de la cantante argentina Martina Stoessel, protagonista de Violetta.
Finalmente, tras un largo y duro camino, en julio de 2013, el músico lanzó su primer álbum “Imposible”. El título de su debut discográfico no pudo ser más acertado, en palabras del artista nace “de un sueño que parecía imposible”, que representó su propia historia con la música.
El álbum fue grabado en los estudios Mondomix de Buenos Aires, mezclado y masterizado por los estudios Master House de Miami. Está compuesto por once canciones, diez de ellas con letra y música del propio Zavala. El cantante consiguió liderar las listas de los discos más vendidos de Paraguay.
El 13 de julio de 2013 realizó su primer concierto como solista en el Gran Teatro del Banco Central del Paraguay, promocionando el lanzamiento de su primer disco.
En noviembre de 2014, recibe el primer reconocimiento a su carrera musical. El joven cantautor se hace con el Premio 40 América 2014 al Mejor Artista de Paraguay, organizado por la exitosa cadena de radio Los 40 Principales, realizado el 13 de noviembre en Buenos Aires, Argentina, saliendo ganador gracias al voto popular.
El galardón coincide con el éxito del lanzamiento de su segundo álbum “Iván Tour Imposible”, compuesto por temas grabados en vivo durante su primera gira de conciertos. En este segundo trabajo discográfico se encuentran sus principales éxitos y el tema “Te sigo esperando”, grabado junto a la cantante argentina Valeria Baroni. Es precisamente esta balada, la que le permitirá alcanzar, el número uno del ranking más importante del Paraguay, “Del 40 al 1”. La energía, el carisma y el talento que desprende el tándem de lujo, formado por Iván y la cantante, vuelve a conquistar al público paraguayo. La actriz, conocida por su participación en la serie de Disney Channel, Violetta, aporta una voz exquisita a la dulzura vocal del joven artista.
El videoclip del sencillo consigue, de nuevo, un éxito sin precedentes en la música paraguaya.
El 24 de agosto del 2016 ha sido publicado en Youtube, el primer corte, Más allá del Sol, que forma parte del segundo disco denominado Ida y Vuelta, cuyo corte fue grabado en los estudios MONDOMIX (Buenos Aires, Argentina) bajo la producción de Juan Blas Caballero. El 24 de octubre del mismo año se dio a conocer de una colaboración con el youtuber y actor Lionel Ferro, tras la publicación de un vídeo en la cuenta del Facebook del youtuber argentino, donde el cantaba junto a al Iván Zavala, la canción Más allá del Sol. El mismo vídeo fue publicado horas después en la cuenta de Youtube del cantautor paraguayo.
El segundo corte de Ida y Vuelta ha sido publicado el 28 de diciembre del 2016 en Youtube, cuya canción lleva como nombre Universo. El mismo día también ya se encontraba todas las canciones del álbum en las plataformas digitales. El vídeo oficial de la canción Universo ha sido publicado el 9 de marzo de 2017, el cual estuvo bajo la dirección de Peko Docimo.
El joven músico hizo de telonero del elenco musical Soy Luna que hicieron su primera presentación en Paraguay el 3 de abril de 2017, el cual tuvo un éxito total tanto para Iván Zavala como para el elenco.

## Discografía
Su primer disco, titulado Imposible, fue grabado en Buenos Aires en los estudios Mondomix teniendo como productor a Juan Blas Caballero.

### Álbumes de estudio
- Imposible (2013)
- Ida y Vuelta (2016)

### Álbumes en vivo
- IVAN Tour Imposible (2014)

### Sencillos
- Te regalo (2013)
- No vale la pena (2013)
- Imposible (2013)
- Y yo (Muero de Amor) (2013)
- Te sigo esperando (feat. Valeria Baroni) (2014)
- Ahí estaré (2015)
- Más allá del sol (2016)
- Universo  (2016)
- The Heartbreak (2018)
- Cortar Por Lo Sano (2020)
- Soltar (2020)
- MARIA (2022)

## Premios y nominaciones
| Año  | Premiación                           | Categoría                         | Resultado |
| ---- | ------------------------------------ | --------------------------------- | --------- |
| 2014 | Premios 40 América Buenos Aires 2014 | Mejor Artista o Grupo de Paraguay | Ganador   |